# Taylor (cràter)
Taylor és un cràter d'impacte de la Lluna que es troba al sud-sud-oest de Delambre. A l'est es troba el cràter més petit Alfraganus, al sud-est de Taylor se situa Zöllner i a l'oest-sud-oest apareix Lindsay.

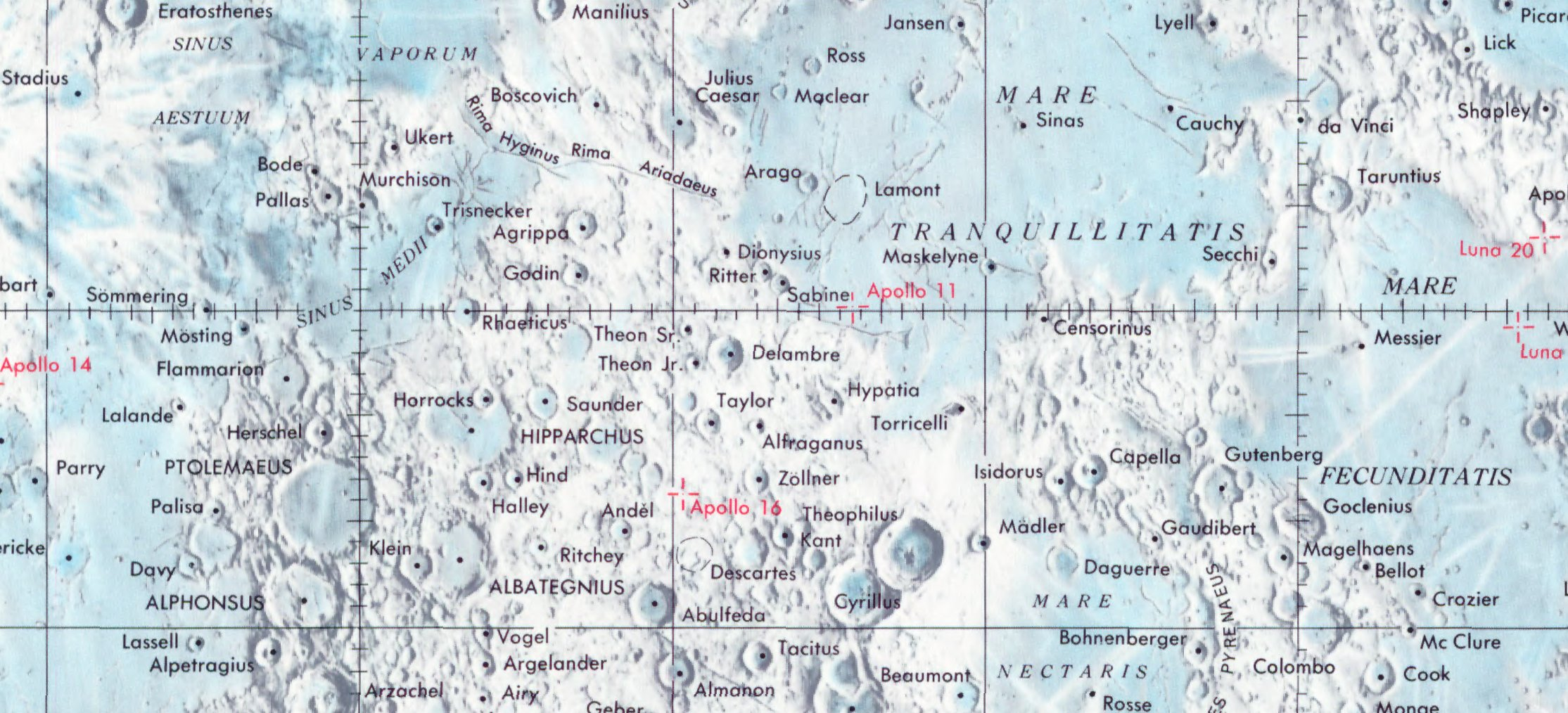
Localització de Taylor (centre de la imatge)
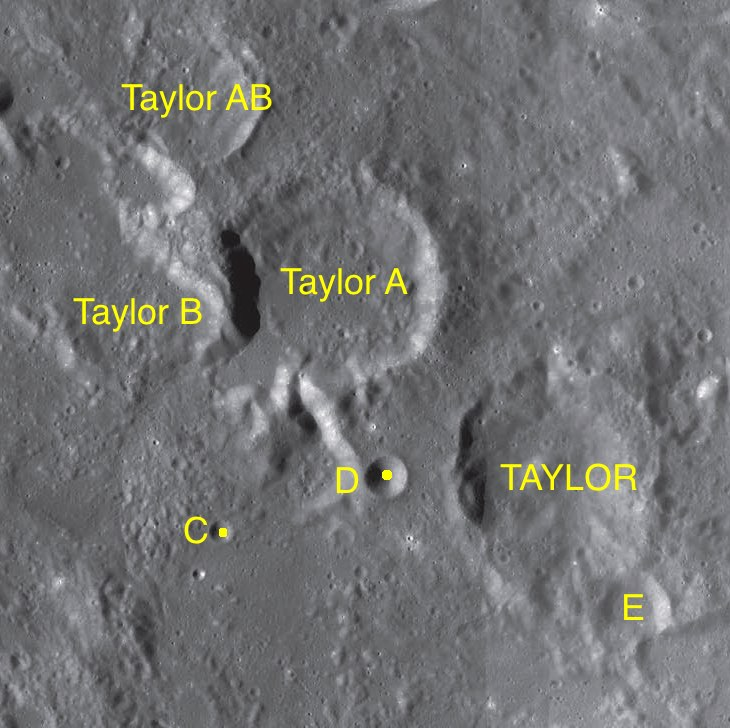
Cràters satèl·lit
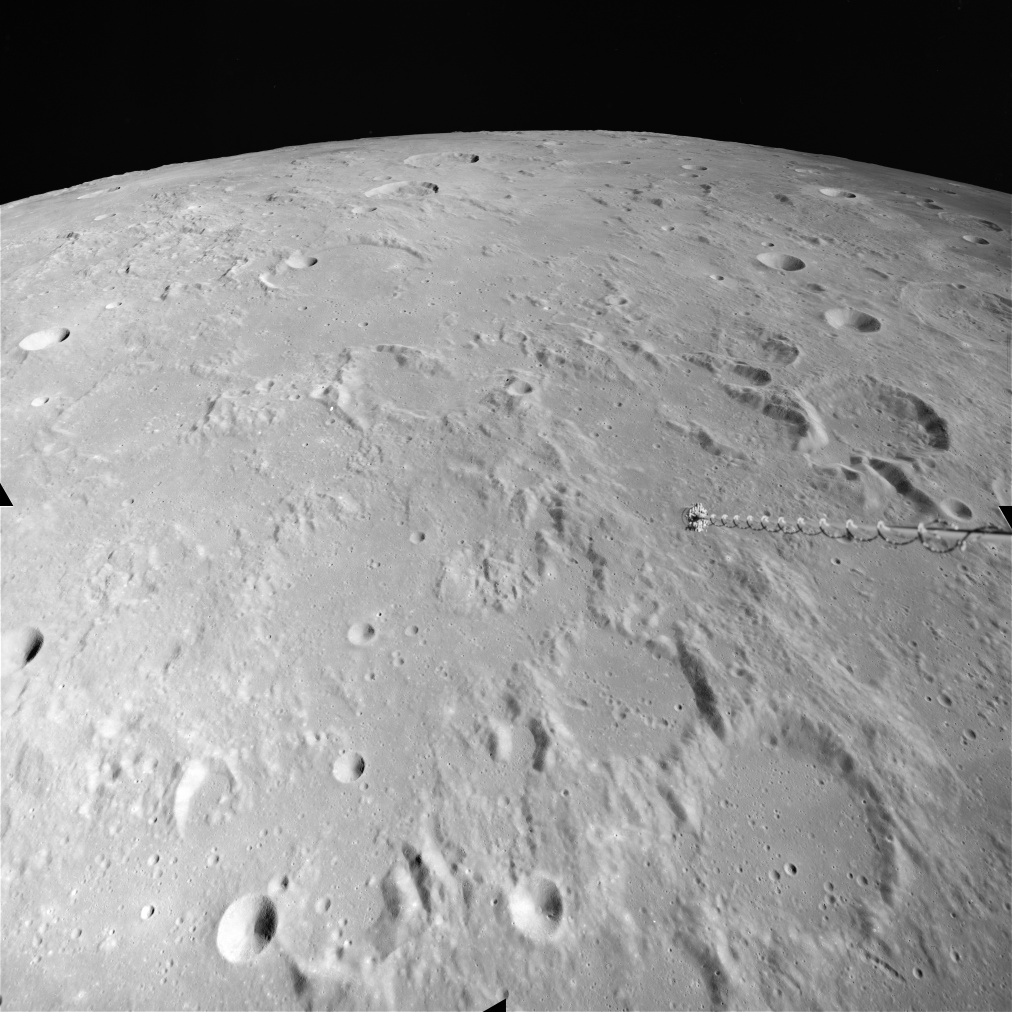
Fotografia de la missió Apollo 16

La vora externa desgastada de Taylor és allargada en direcció nord-sud, donant-li una aparença el·líptica. Presenta una bretxa a la paret del sector nord que forma una vall estreta. La vora de la banda sud és relativament baixa comparada amb les altures màximes de la vora en els costats de l'est i de l'oest. El petit cràter satèl·lit Taylor I està unit a l'exterior de la vora sud-est. Posseeix un pic central en el punt mig que és lleugerament allargat en la direcció nord-sud.
El cràter va ser nomenat en honor del matemàtic anglès Brook Taylor.

## Cràters satèl·lit
Per convenció aquests elements són identificats en els mapes lunars posant la lletra en el costat del punt central del cràter que està més proper a Taylor.
| Taylor | Coordenades                        | Diàmetre |
| ------ | ---------------------------------- | -------- |
| A      | 4° 12′ S, 15° 24′ E / 4.2°S,15.4°E | 38 km    |
| AB     | 3° 06′ S, 14° 36′ E / 3.1°S,14.6°E | 23 km    |
| B      | 4° 18′ S, 14° 18′ E / 4.3°S,14.3°E | 29 km    |
| C      | 5° 36′ S, 14° 48′ E / 5.6°S,14.8°E | 5 ;km    |
| D      | 5° 18′ S, 15° 42′ E / 5.3°S,15.7°E | 8 km     |
| E      | 6° 00′ S, 17° 06′ E / 6.0°S,17.1°E | 14 km    |